# CDCA3
CDCA3‏ (Cell division cycle associated 3) هوَ بروتين يُشَفر بواسطة جين CDCA3 في الإنسان.